# Битва при Менорці (1756)
Морська битва при Менорці відбулася 20 травня 1756 між французькою і британською ескадрами. Цією битвою було покладено початок морських дій в процесі Семирічної війни. Британська та французька ескадри зустрілися поблизу середземноморського острова Менорка незабаром після початку цієї війни. Французи виграли тут стратегічну битву, британці втратили Менорку і мусили відступити до Гібралтару. Втрата Британією Менорки була розцінена дуже серйозно і призвела до сумнівного військово-польового суду над британським командувачем ескадри, адміралом Джоном Бінгом за «нездатність зробити все можливе» для полегшення облоги британського гарнізону на Менорці. За вироком суду адмірал був страчений.

## Підґрунтя
Лівоуч: Підхід французької ескадри для атаки на форт Магон 10 квітня 1956 р. Худ. Ніколя Озан (Nicolas Ozanne).
Французьке військо взяло в облогу британський гарнізон на острові Менорка, який прийшов під британський контроль в ході Війни за іспанську спадщину в 1708 році. Велика Британія та Франція вже раніше вели військові дії в Новому Світі з 1754 р., і в цей час конфлікт був не дуже вигідним для Великої Британії. Уряд був стурбований тим, що французи могли навіть вторгнутися до Великої Британії, як це вони намагалися робити в попередніх війнах, підтримуючи претензії Стюартів на королівський престол. Французький десант на Менорці змусив британський уряд діяти, хоч і запізно. Ескадра з 10 лінійних кораблів під командуванням віце-адмірала Джона Бінга була послана від Гібралтару на захист острова. Незважаючи на те, що значні сили французького флоту в Тулоні, який позначався для вторгнення на Менорку, кораблі, виділені для Бінга були не в найкращому стані і не в комплекті.

## Прелюдія
Коли Бінг і його ескадра, посилена кораблями Менорки, які мусили полишити овтрів, прибули на місце 19-го травня, вони знайшли острів вже захоплений французькими військами, і тільки гарнізон форту Св. Філіпа (форт Магон) тримав оборону. Завданням Бінга було допомогти гарнізону, але французька ескадра з 12-ма лінійними кораблями і 5-ма фрегатами перекрила підступи до острова. Два флоти стали готові до бою і битва розпочалася на ранок наступного дня.

## Битва
Стаючи до бою, Бінг сформував зі своїх 12-ти найбільших кораблів єдину бойову лінію і намагався підійти паралельним курсом до голови французької ескадри, яка теж була вишикувана в лінію, зберігаючи при цьому вигідне положення відносно вітру. Потім він наказав своїм кораблям підійти до своїх противників з французького флоту ближче і йти з ними поруч. Проте через недосконалу тогочасну сигналізацію сталося певне замішання і затримка у виконанні розпорядження. Британський авангард отримав значні удари від своїх більш важко озброєних французьких противників, в той час ар'єргард лінії, в тому числі флагман Бінга, не зміг підійти на відстань ефективного гарматного вогню. Під час битви Бінг проявив значну обережність і надмірну залежність від стандартних приписів ведення бою. Деякі з його кораблів були серйозно пошкоджені, в той час як французи не втратили жодного. Після цього військова рада, на якій були присутні всі старші офіцери, вирішила, що флот не має жодних шансів подолати французів або звільнити гарнізон. Тому Бінг наказав ескадрі повернутися до Гібралтару.

## Наслідки

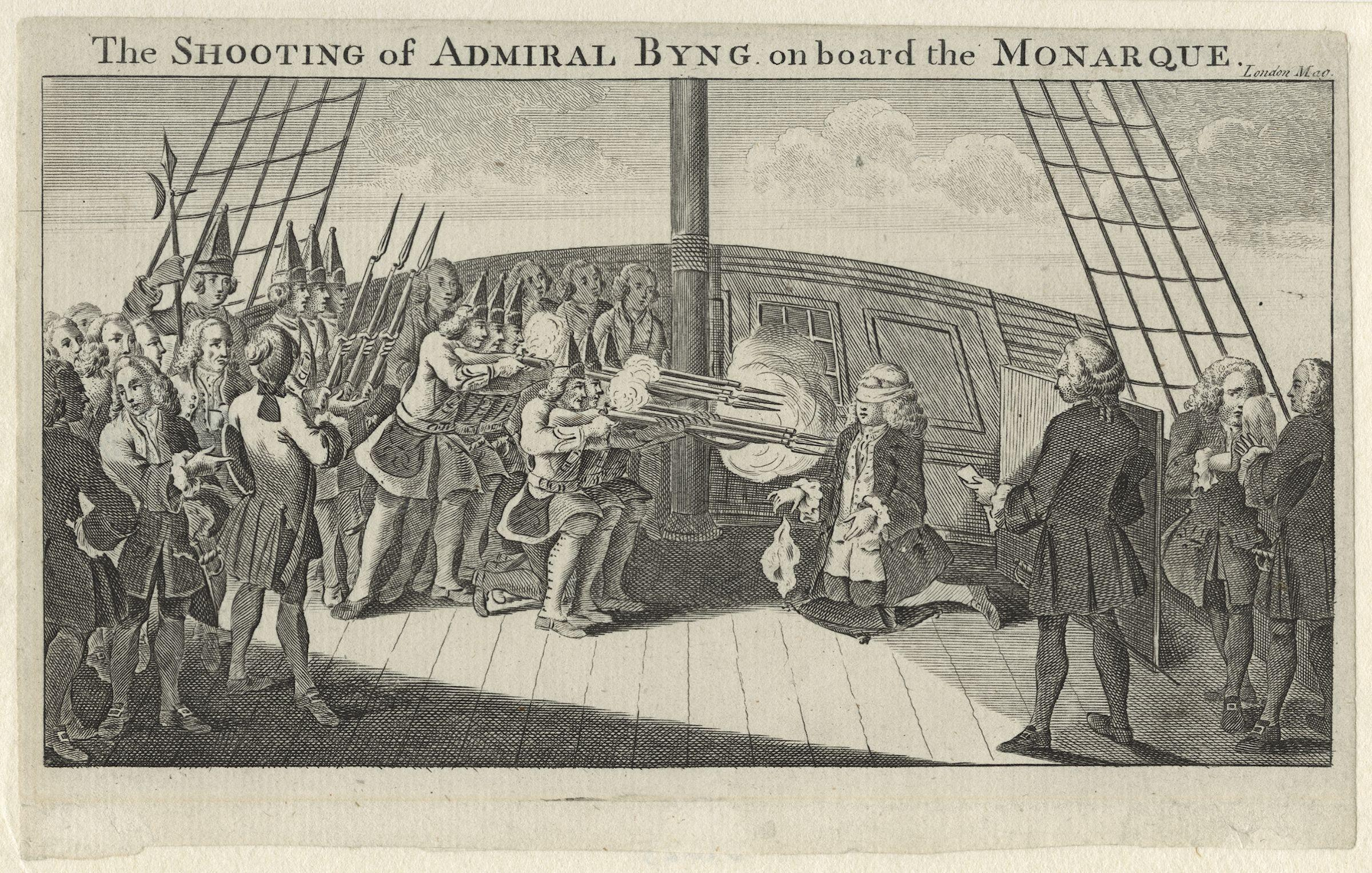
Розстріл адмірала Бінга, картина невідомого художника.

Битву навряд чи можна вважати нічим іншим, як перемогою французів у світлі того, що Бінг був нездатний полегшити долю обложеного гарнізону або переслідувати французький флот. Така безвідповідальність була піддана суворій критиці. Адміралтейство, можливо, намагаючись відвернути увагу від своїх власних помилок при підготовці до катастрофічного підприємства, обвинуватило Бінга у порушенні Морського статуту і у тому, що він не зробив всього можливого для виконання наказу і підтримки гарнізону. Бінг був відданий під суд військово-польового трибуналу, який визнаний його винним і засудив до смертної кари. Бінг був розстріляний 14 березня 1757 на борту лінійного корабля Монарх (Monarch) в гавані Портсмуту. Старата Бінга згадується в романі Вольтера «Кандид» такими словами: «В цій країні вважається мудрим час від часу страчувати адміралів, щоб підбадьорювати інших»

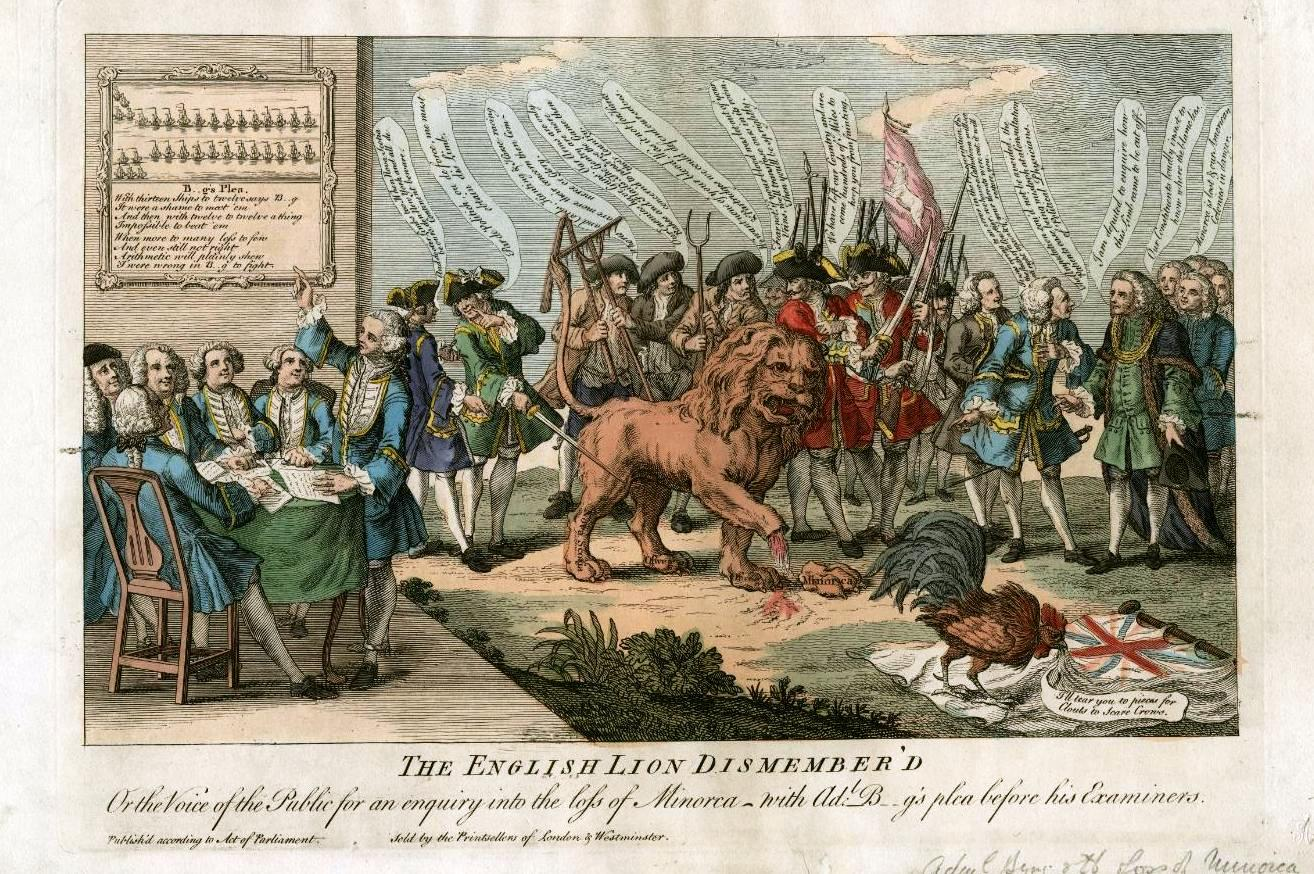
Повалення Британського лева після захоплення французами Менорки.

Незважаючи на завзяття Вільяма Пітта відвоювати острів, британська експедиція з такою метою відправлена не була. Зрештою острів було повернуто Великій Британії внаслідок Паризької угоди 1763 р. в обмін на Французьку Вест-Індію та острів Бель-Іль (Belle-Île).